# Zlatý míč 1973
Zlatý míč 1973, cenu pro nejlepšího fotbalistu Evropy dle mezinárodního panelu sportovních novinářů, získal nizozemský fotbalista Johan Cruijff. Šlo o osmnáctý ročník ankety, organizoval ho časopis France Football a výsledky určili sportovní publicisté z 24 zemí Evropy.

## Pořadí

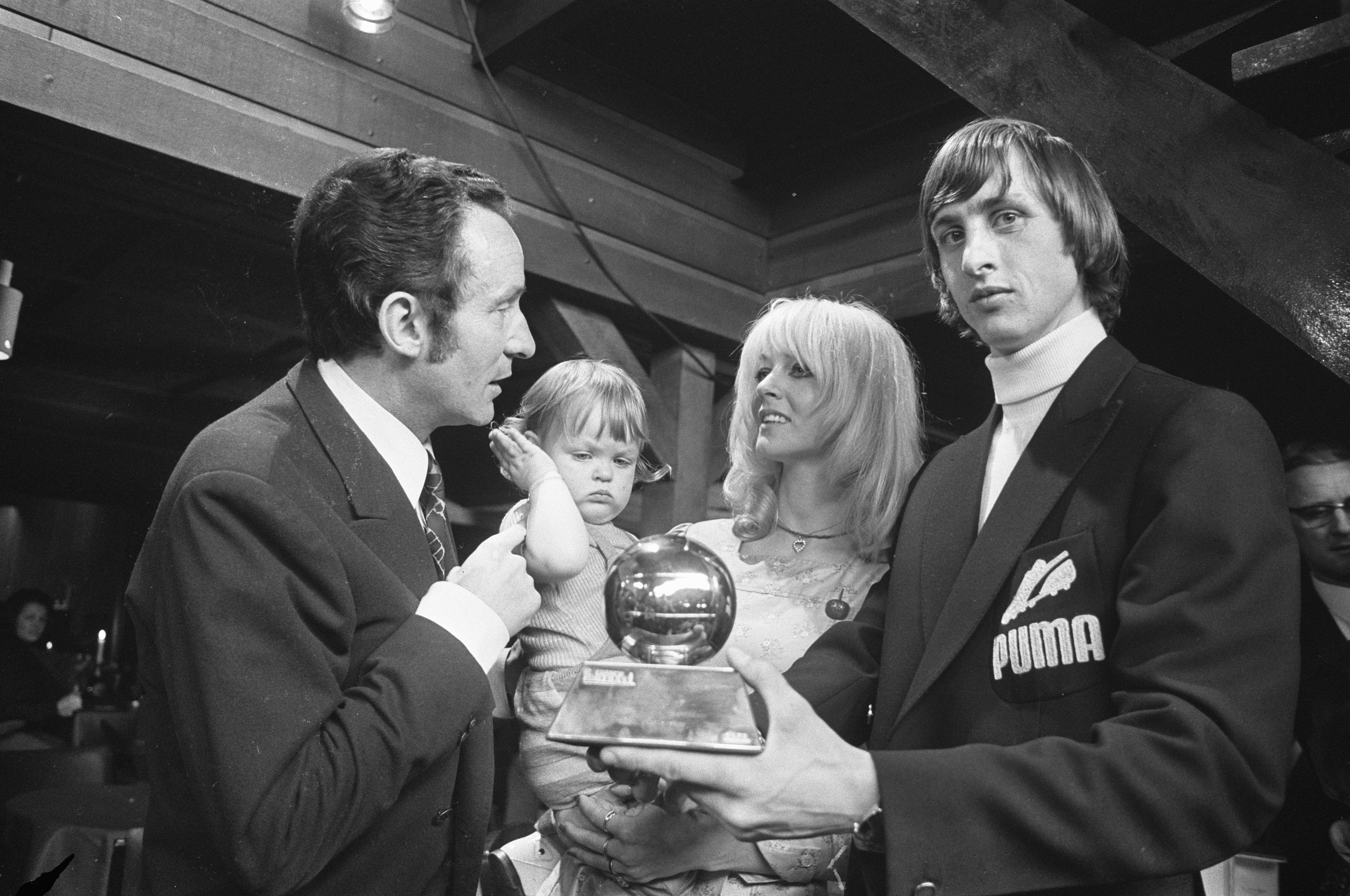
Johan Cruyff se zlatým míčem za rok 1971

| Pořadí | Hráč                 | Reprezentace     | Kluby                                  | Body |
| ------ | -------------------- | ---------------- | -------------------------------------- | ---- |
| 1      | Johan Cruijff        | Nizozemsko       | Ajax Amsterdam                         | 96   |
| 2      | Dino Zoff            | Itálie           | Juventus Turín                         | 47   |
| 3      | Gerd Müller          | Západní Německo  | Bayern Mnichov                         | 44   |
| 4      | Franz Beckenbauer    | Západní Německo  | Bayern Mnichov                         | 30   |
| 5      | Billy Bremner        | Skotsko          | Leeds United                           | 22   |
| 6      | Kazimierz Deyna      | Polsko           | Legia Varšava                          | 16   |
| 7      | Eusébio              | Portugalsko      | Benfica Lisabon                        | 14   |
| 8      | Gianni Rivera        | Itálie           | AC Milan                               | 12   |
| 9      | Günter Netzer        | Německo          | Borussia Mönchengladbach / Real Madrid | 11   |
|        | Ralf Edström         | Švédsko          | Åtvidabergs FF / PSV Eindhoven         | 11   |
| 11     | Uli Hoeneß           | Západní Německo  | Bayern Mnichov                         | 8    |
| 12     | Giacinto Facchetti   | Itálie           | Inter Milán                            | 7    |
|        | Christo Bonev        | Bulharsko        | Lokomotiv Plovdiv                      | 7    |
| 14     | Juan Manuel Asensi   | Španělsko        | FC Barcelona                           | 5    |
|        | Sandro Mazzola       | Itálie           | Inter Milán                            | 5    |
|        | Jan Tomaszewski      | Polsko           | ŁKS Łódź                               | 5    |
| 17     | Włodzimierz Lubański | Polsko           | Górnik Zabrze                          | 4    |
| 18     | Wolfgang Overath     | Západní Německo  | 1. FC Köln                             | 3    |
| 19     | Barry Hulshoff       | Nizozemsko       | Ajax Amsterdam                         | 2    |
|        | Hans-Jürgen Kreische | Východní Německo | Dynamo Drážďany                        | 2    |
|        | Bobby Moore          | Anglie           | West Ham United                        | 2    |
|        | Roland Sandberg      | Švédsko          | Åtvidabergs FF / 1. FC Kaiserslautern  | 2    |
| 23     | Denis Law            | Skotsko          | Manchester City                        | 1    |
|        | Ivo Viktor           | Československo   | Dukla Praha                            | 1    |
|        | Pat Jennings         | Severní Irsko    | Tottenham Hotspur                      | 1    |
|        | Dragan Džajić        | Jugoslávie       | CZ Bělehrad                            | 1    |
|        | Vladislav Bogićević  | Jugoslávie       | CZ Bělehrad                            | 1    |